# Oliver Robinson
Oliver Leon Robinson Jr. (nacido el 13 de marzo de 1960 en Birmingham, Alabama) es un exjugador de baloncesto estadounidense que jugó una temporada en la NBA y una más en la CBA. Con 1,93 metros de estatura, lo hacía en la posición de escolta.
Entre 1998 y 2016 fue miembro de la Cámara de Representantes de Alabama por el Partido Demócrata.

## Trayectoria deportiva

### Universidad
Jugó durante cuatro temporadas con los Blazers de la Universidad de Alabama en Birmingham, en las que promedió 13,4 puntos, 3,6 rebotes y 2,5 asistencias por partido. En sus dos últimas temporadas fue incluido en el mejor quinteto de la Sun Belt Conference, siendo en la última de ellas además elegido Jugador del Año tras promediar 21,1 puntos y 3,7 rebotes. Es en la actualidad el cuarto mejor anotador de la historia de los Blazers con 1.577 puntos conseguidos. En 2008 fue incluido en el Salón de la Fama del estado de Alabama.

### Profesional
Fue elegido en la vigésimo cuarta posición del Draft de la NBA de 1982 por San Antonio Spurs, donde jugó una única temporada sin contar apenas para su entrenador Stan Albeck, saliendo en 35 partidos en los que promedió 2,9 puntos.
Tras ser despedido poco antes del comienzo de la temporada 1983-84, jugó una temporada más con los Sarasota Stingers de la CBA, retirándose posteriormente.

## Estadísticas de su carrera en la NBA

### Temporada regular
| Temporada | Edad | Equipo            | Liga | P  | TIT | MIN | TC  | TCA | %TC  | 3P  | 3PA | %3P  | TL  | TLA | %TL  | R.OF. | R.DEF. | REB | ASIS | ROB | TAP | PER | FP  | PTS |
| 1982-83   | 22   | San Antonio Spurs | NBA  | 35 | 0   | 4.2 | 1.0 | 2.8 | .361 | 0.0 | 0.3 | .091 | 0.9 | 1.3 | .667 | 0.2   | 0.3    | 0.5 | 0.6  | 0.1 | 0.1 | 0.4 | 0.5 | 2.9 |
| Total     |      |                   | NBA  | 35 | 0   | 4.2 | 1.0 | 2.8 | .361 | 0.0 | 0.3 | .091 | 0.9 | 1.3 | .667 | 0.2   | 0.3    | 0.5 | 0.6  | 0.1 | 0.1 | 0.4 | 0.5 | 2.9 |